# شدن (کتاب)
شدن (انگلیسی: Becoming) کتاب شرح حالی نوشتهٔ میشل اوباما، بانوی اول پیشین آمریکا است. این کتاب در سال ۲۰۱۸ منتشر شد و در زمان کوتاه ۱۵ روز دو میلیون نسخه در آمریکا و کانادا فروش داشت و همین باعث شد به پرفروش‌ترین کتاب سال آمریکا تبدیل شود.

## خلاصه
میشل اوباما با استفاده از شیوهای روایی و عمیق' خواننده را به دنیای خود دعوت می‌کند و تجربیاتی را بیان می‌کند که شخصیت او را از دوران کودکی در منطقه‌ای فقیرنشین در شیکاگو تا زمانی که به بانوی اول آمریکا گردید، شکل می‌دهد. این کتاب شرحی است از موفقیت‌ها و ناکامی‌های او در زندگی شخصی و عمومی. او در این کتاب به مشکلات ازدواجش از جمله سقط‌جنین اشاره می‌کند و می‌گوید چگونه پس از دو بار بارداریِ ناکام، عاقبت، با لقاح مصنوعی موفق شد بچه‌دار شود.

## ترجمه
کتاب شدن به ۲۴ زبان در کشورهای مختلف جهان منتشر شد،
در ایران، ترجمه‌ای از این کتاب توسط هاجر شکری منتشر شده که با استقبال برخی از مخاطبان فارسی‌زبان همراه بوده‌است. این ترجمه از سوی انتشارات درقلم به چاپ رسیده است.